# Aeronautics
Aeronautics è il secondo album della power metal band tedesca Masterplan.
La canzone After This War è una riscrittura di una brano precedentemente pubblicato dagli Iron Savior nell'album Dark Assault, originariamente scritta da Jan S. Eckert e Piet Sielck.

## Tracce

### Edizione CD

#### Edizione standard
Testi e musiche di Masterplan eccetto dove indicato diversamente.
1. Crimson Rider – 3:59
2. Back For My Life – 4:12
3. Wounds – 4:04
4. I'm Not Afraid – 5:29
5. Headbanger's Ballroom – 4:55
6. After This War – 3:51 (Masterplan, Piet Sielck)
7. Into the Arena – 4:11
8. Dark from the Dying – 4:09
9. Falling Sparrow – 5:35
10. Black in the Burn – 9:47

#### Tracce bonus edizione digipack
1. Treasure World – 3:49

#### Tracce bonus edizioni asiatiche
1. Love Is A Rock (nelle edizioni asiatiche compare come traccia numero 6) – 4:31
2. Hopes and Dreams – 2:04

#### Tracce bonus edizione sudamericana
1. Back For My Life (Versione singolo) – 3:42
2. Love Is A Rock – 4:31
3. Killing In Time – 4:32
4. Killing In Time (Strumentale) – 4:31

### Edizione doppio LP
- Disco 1, Lato A

1. Crimson Rider – 3:59
2. Back For My Life – 4:12
3. Wounds – 4:04

- Disco 1, Lato B

1. I'm Not Afraid – 5:29
2. Headbanger's Ballroom – 4:55
3. After This War – 3:51 (Masterplan, Piet Sielck)

- Disco 2, Lato A

1. Into the Arena – 4:11
2. Dark from the Dying – 4:09
3. Falling Sparrow – 5:35
4. Love Is A Rock (Versione singolo) – 4:31

- Disco 2, Lato B

1. Black in the Burn – 9:47
2. Treasure World – 3:49
3. Killing In Time (Versione singolo) – 4:32

## Formazione

### Gruppo
- Jørn Lande – voce
- Roland Grapow – chitarra
- Jan S. Eckert – basso
- Uli Kusch – batteria
- Axel Mackenrott – tastiere

### Produzione
- Roland Grapow – registrazione
- Andy Sneap – registrazione, produzione
- Mikko Karmila – missaggio
- Mika Jussila – mastering
- Andy Allendörfer – produzione esecutiva
- Nils Wasko – produzione esecutiva
- Thomas Ewerhard – artwork
- Dirk Schelpmeier – fotografia